# Ліхтенштейнська кухня
Ліхтенштейнська кухня — традиційна кухня князівства Ліхтенштейн.
Кухня відрізняється різноманітністю страв, на її формування вплинули кулінарні традиції сусідніх країн, зокрема Швейцарії та Австрії, а також традиції європейської кухні загалом.
Швейцарські кулінарні традиції, безумовно, є домінуючими у Ліхтенштейні. Зі Швейцарії прийшли знамениті «фуа-гра» та «чіз-фондю» — розплавлений у киплячому білому вині сир «Грюєр» або «Емменталь» приправлений спеціями; особливим чином підсмажений сир з маринованими огірочками та картоплею в мундирі — «Раклетт»; смажене м'ясо із зеленими бобами або кислою капустою «Бернес-платтер»; телятина в соусі «люріх-лешнетцелтес»; величезні біфштекси з капустою або картоплею; мариновані овочі; кольорова капуста і рулети.
Німецька кухня залишила свій вплив у вигляді сотень видів сосисок і ковбас, розкішних окістів, грудинки на реберцях, печені зі свинини, вкрай популярних продуктів з дичини та, звичайно, — гарнірів з кислої капусти і наваристих м'ясних супів з овочами.
Також популярні страви з сиру та кисломолочних продуктів, простих, але ситних, овочевих страв, а також м'яса всіляких рецептур, але обов'язково із великою кількістю приправ.

## Типові продукти і страви

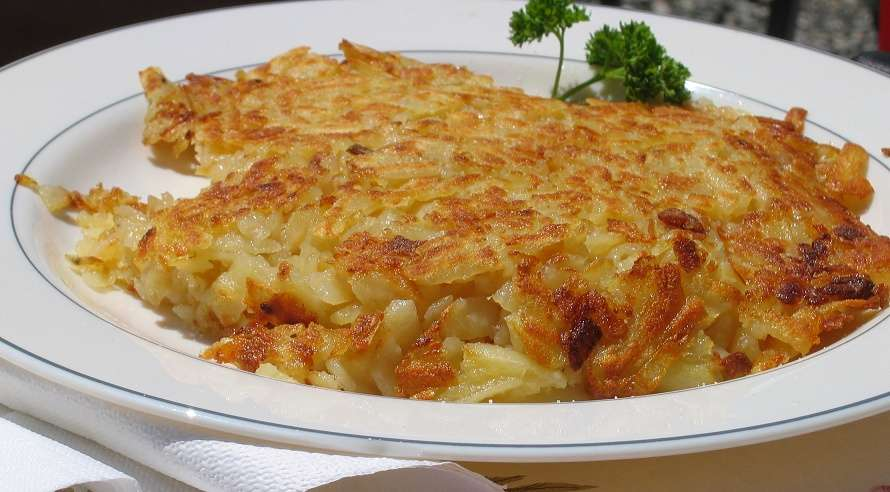
Тарілка рьошті

### Національні страви
- Хафалааб (нім. Hafalaab) — замішане на воді дуже густе, майже «тверде» тісто з пшеничного та кукурудзяного борошна, з якого роблять коровай і варять його у підсоленій воді доти, поки він не спливе. Потім коровай висушують та ріжуть на скибки, які після цього смажать на сковороді з маслом або маргарином

- Каскнопфль (нім. Kasknopfl) — маленькі пельмені з сиром та/або цибулею, або каскнепфле- щось на зразок галушки з сиром

- Рьошті (нім. Rösti) — страва з тертої смаженої картоплі; у різних регіонах країни має свої особливості приготування

- Торкаребль (нім. Torkarebl) — страва з кукурудзяного борошна, вареного на молоці або воді

- Заукеркас (нім. Saukerkas) — сир, що виготовляється у Ліхтенштейні

### Популярні продукти і страви
- Спаржа (часто використовується у приготуванні страв)
- Хліб
- Лівер
- Мюслі
- Тістечка
- Рібель (зернова культура)
- Сендвіч
- Шніцель
- Копчене м'ясо
- Сосиски (смажені)
- Йогурт

## Напої
- Пиво
- Какао
- Кава
- Молоко (популярний напій серед ліхтенштейнців)
- Вино